# 지방교회
지방교회(Local Church)는 20세기 중국에서 시작되어 타이완과 미국에 이주하여 형성된 세대주의와 기독교 근본주의, 성경 축자영감설을 기반으로 워치만 니의 주장을 따르는 분리주의 계열의 기독교 교단이다.
지방교회의 주장은 사도행전 8:1, 13:1, 요한계시록 1:11에서 보듯이 참되게 거듭난 모든 우주교회의 일원은 각자 자신이 거주하는 도시를 단위로 하는 교회의 구성원이라는 성경원칙을 따른다고 한다. 그러나 일반적으로 교회 역사상 , 워치만 니에 의해 시작되고 위트니스 리에 의해 계승된 지방교회 모임을 지칭하기도 한다. 스스로는 주의 회복이라고 부른다.  
세계적으로는 정통 보편교회의 일원으로 받아들여지며 교류가 이루어지나, 대한민국 등 일부 개혁주의 보수 성향이 강한 교계에서는 이단으로 분류되는 경우도 있다.

## 역사

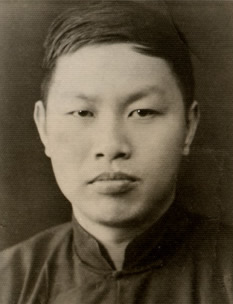
워치만 니

지방교회(Local Church) 또는 작은 무리(The Little Flock) 등으로 알려진 이 모임은 일반적으로는 그의 영어 이름인 워치만 니(Watchman Nee)(1903-1972)로 알려진 니 수추(Ni Shu-Tsu)에 의해 중국에서 1920년대에 시작되었다. 니는 그의 할아버지가 회중교회 목사이고 그의 부모들은 신실한 감리교신자들인 중국인 그리스도인 가정에서 태어났다. 그리고 그의 부친은 신식 교육을 받은 중국 세관의 관원이었고 모친은 상하이의 중시여학교(中西女塾)를 졸업하였으며 영어 실력이 매우 뛰어났다. 그들 가정은 자녀 교육을 매우 중시했으며 니는 기독교 재단에서 선교사들이 세운 푸저우의 트리니티 대학 (Trinity College)에서 공부했다. 이 대학은 영어 교육에 중점을 둔 학교였다. 그는 자신이 하나님을 위하여 사람들을 깨우는 목적을 가진 종치는 자라는 것을 자신에게 끊임없이 생각나게 하려고 본래 이름인 니 수추(헨리 니)를 니 토생(워치만 니)으로 바꿨다.
이름뿐인 종교적 청년기로부터 그는 한국에서도 활동한 적 있는 감리교 중국인 복음전도자인 도라 유(Dora Yu, 중국이름 위츠두; 余慈度, 1873－1931)에 의해 회심된 이후, 곧이어 영국 선교사인 마가렛 바버(Magaret E. Barber, 중국이름 허소우언; 和受恩)( 1866 - 1930)와 함께 일하기 시작했는데 그는 그녀를 통해 세대주의자인 존 넬슨 다비(John Nelson Darby)와 분리주의 경향의 폐쇄파 플리머스 형제회의 저술들을 만나게 되었다. 그는 교회조직에 있어서 다비의 반교파적 접근을 채택했고 곧이어 소규모의 복음주의적 그리스도인 무리의 인도자로 부상했다. 1920년대 말에 그는 제임스 테일러(James Taylor)가 이끄는 형제회의 한 부류와 접촉을 가졌고 그들의 초청으로 1933년에 영국을 방문했다. 그러나 그들은 오스틴 스팍스가 관장하는 비형제회 모임인 HOCF(Honor Oak Christian Fellowship)과 허가받지 않은 교통을 하였다는 이유로 니와의 관계를 곧 단절했다.
복주에서의 소규모 시작으로부터 니의 운동은 중국 전역에 확산되었다. 1930년대에 그는 넓은 지역을 여행하며 기독교의 하나됨의 기본적인 표현으로서 (분열적인 교파주의에 맞서) 각 도시마다 오직 한 지방교회(회중)만 있어야 한다는 그의 신념에 근거한 회중들을 만났다. 1922년부터 1952년(중국혁명이 기독교의 확산을 차단했던 때인) 사이에 200개 이상의 지방교회들이 그의 사역을 통해 일어났다. 니는 《기독도보》(1925년 발간, 1927년 폐간)와 《부흥보》(1928년 1월발간), 《통문휘간》(1933년 발간)등을 발간했다. 《부흥보》는 영적 깊이가 있는 간행물로서 영에 속한 원칙, 부활의 생명, 그리스도의 승리, 그리스도의 몸과 같은 주제들을 논했다. 그리고 1930년 4월부터는 《주제별 진리 연구 기록》이라는 기독교 월간 잡지를 발간하였는데 이것은 비교적 초보적인 것으로서, 니가 상하이에서 매 주일 전한 메시지나 다른 때에 전한 생명에 관한 메시지였다. 그리고 '작은 무리의 찬송가'라는 찬송가집은 1930년에 130곡이 수록되어 출판되었다. 니는 또한 50권 이상의 책을 썼는데 대부분 그리스도인의 생활과 교회생활에 관한 것들이다. 교회에 관한 그의 성숙된 견해는 그의 가장 유명한 책인 '정상적인 그리스도인의 교회생활'(사역의 재고)에서 찾아 볼 수 있다. 그는 또한 '영에 속한 사람'을 썼는데 그 책에서 그는 몸 혼 영으로 구성된 사람의 세 부분의 본성에 대한 그의 이해를 발전시켰다.
1949년에 권력을 장악한 중화인민공화국은 니를 (또한 그와 제휴함으로 관련이 있는 교회들을) 미국과 중화민국 정부를 위해 간첩행위를 했다고 고소했다. 그는 처음에는 상해에서 축출되었고 그후 1952년에 투옥되었다. 그는 1972년 감옥에서 순교하였다.

## 교회의 확산
1926년 말 워치만 니는 상해와 남경으로 사역을 확산했고, 1926년 말엽과 1927년초 사이에 상해에서 교회가 일으켜졌다. 상해로부터 교회 실행이 중국 각지로 퍼져나갔고, 1937년 중경, 1938년부터 1938년 사이에는 홍콩으로, 1943년에는 내몽고로 확산되어 40여개의 지방교회들이 세워졌다. 전쟁이 끝난 후 1948년과 1949년에는 대부흥이 있었고 1949년까지 중국에는 수백개의 지방 교회들이 있었다. 그리고 중국 전체 33개의 성과 모든 주요 도시들에 지방 교회들이 있었다.
공산당이 중국본토를 점령한 시기가 1949년인데, 1947년에는 약 350명 내지 500명의 성도들이 중국 본토에서 대만 섬으로 이주했고 6년만에 성도는 약 500명에서 약 2만명으로 증가했다. 1973년 기준으로는 당시 대북의 교회는 성도수가  21,000여명이고 집회 장소는 열네 곳이었다.

동남 아시아에서의 확산은 워치만 니가 1924년 21세 때 말레이시아의 시티아완이라는 도시를 방문하면서 시작되었다. 1931년부터 1933년에는 싱가포르, 말레이시아 및 인도네시아의 몇몇 도시들로 확산되었으며 1950년에는 필리핀 마닐라, 1957년 일본, 1958년 미국 샌프란시스코, 1959년 브라질, 1963년 캐나다, 1965년 한국, 1970년 뉴질랜드와 호주로, 1972년에는 독일과 나이지리아로, 1972년에는 가나로 확산되었다. 

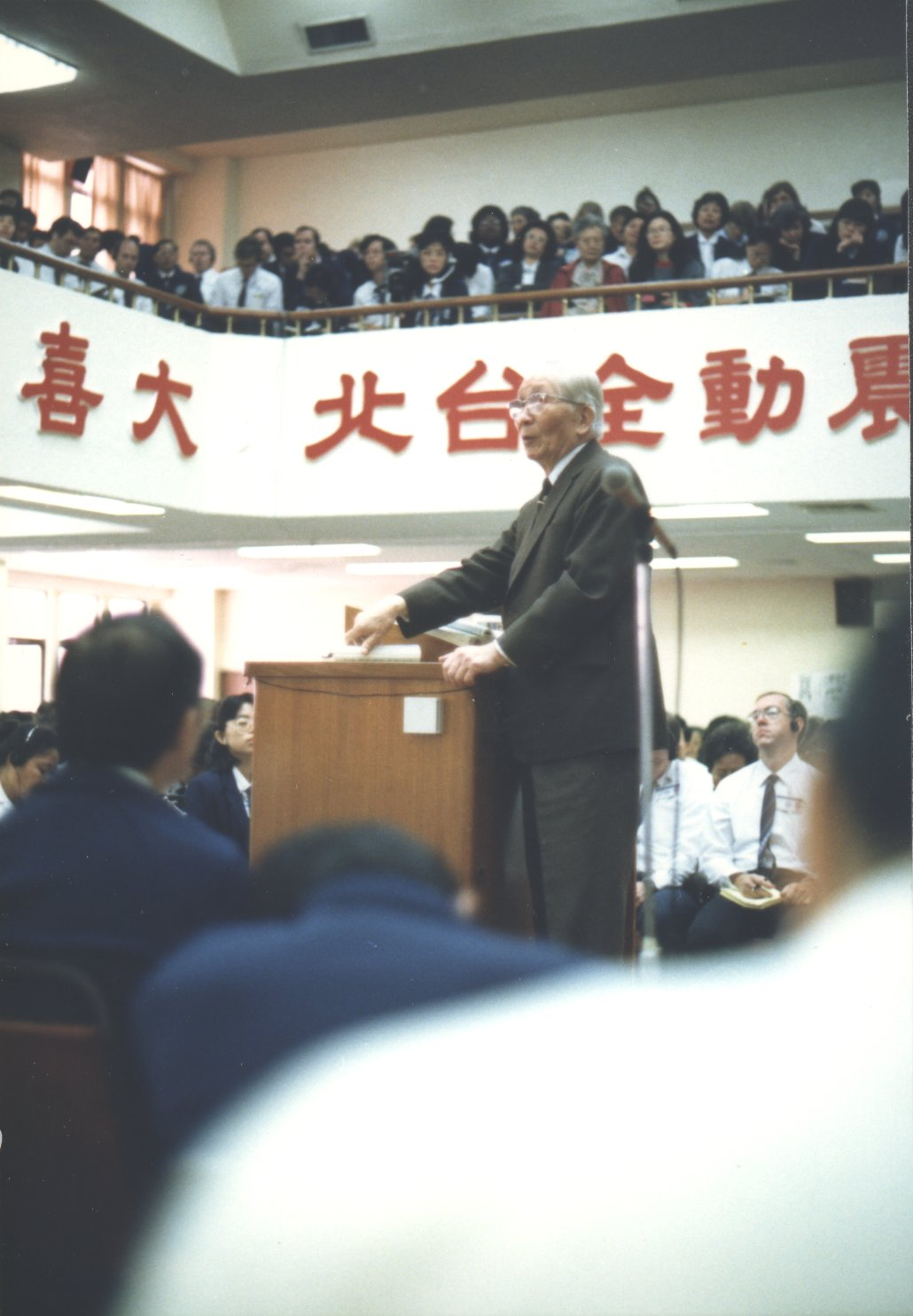
위트니스 리

1930년대에 니는, 체후(Chefoo)에 있는 교회의 인도자였던 위트니스 리를 동역자로 얻었다. 그는 1932년 7월에 니의 사역에 동참했고 2년뒤에는 직업을 내려놓고 전시간 사역자로 니의 가장 소중한 동역자로 참여하게 되었다. 폐결핵과 싸우던 3년간의 부재 후에 위트니스 리는 중국혁명 직전인 1948년에 전시간 사역자로서 니와 재결합 했다. 니는 위트니스 리를 타이완으로 보냈는데 그곳의 교회들은 번성하여 태평양 연안으로 확산되었다.
미국으로 이주한 성도들은 그 움직임을 서부 해안으로 가져왔다. 위트니스 리는 1962년에 미국으로 이주해서 리빙스트림 미니스트리(LSM)를 설립했다. 그는 지방교회들 가운데 인도적 지위에 있는 전시간 사역자로 인정받아온 이래, 지방교회의 확산을 위해 전반적인 방향을 제시해 왔다. 그는 또한 워치만 니의 저술에서는 발견되지 않는 몇가지 신학적 강조점들을 소개함으로 그 운동 안에서 혁신을 위한 근원이 되었는데 예를 들면, "기도로 말씀먹기" "주의 이름을 부름"과 같은 몇가지 실행들이다.

## 조직
지방교회는 교회의 하나, 교회생활의 단체성, 그리스도의 교회에 대한 직접적인 머리 역할을 주장한다. 주된 강조점은 교회생활, 함께 모임(일주일에 여러번), 하나님과의 살아있는 관계를 유지하는 것과 교회(회중)생활의 의무를 분담함에 있어 각 지체들의 기능과 책임이다. 성직자와 평신도를 구분하는 것을 거절함에 있어, 교회생활의 실제적인 표현을 위한 본이 세워져 왔다.
지방교회는 한 도시에 하나인 독립적 회중들의 교통으로서 조직된다. 각 회중은 그들을 가르치고, 복음을 전하고, 일반적인 행정일을 하는, 회중들이 인정하는 인도자들 중에서 나온 2-5명의 소규모 장로그룹에 의해 인도된다. 또한 사도적 기능을 가지고 교사와 리더쉽훈련가로서 지방교회들을 순회하고 지방교회가 아직 없는 도시에 새로운 모임을 시작하기도하는 소규모의 사람들도 있다. 지정된 사역자들은 다소간 공식적으로 그들의 수고들을 독립된 사역으로 조직한다. 예를 들어, 위트니스 리의 경우에 그의 사역은 리빙스트림 미니스트 리로서 단일화되었고 그것은 현재 지방교회들 가운데 가장 뛰어난 사도적 노력(endeavor)이다.
다비의 반 교파적 자세가 문제를 일으켰던 플리머스 형제회처럼 니의 운동도 분파적인 이름을 갖지 않았다. 지방교회는 자신들을 다만 교회라고 부른다. "지방교회"라는 말은 편의상의 호칭이지 이름이 아니다. 그들 자신을 "지방(한 도시에 하나씩 있는) 교회"라고 부른다. 지방교회란 말은 신약성경에 나타나는 초대교회는 모두 각 도시 중심의 지방 이름을 가지고 있었다는데서 비롯된다. 즉 고린도에는 하나의 '고린도 교회'가 있었고, 에베소에는 하나의 '에베소 교회'가 존재했다는 식이다. 이에 따라 각 도시에 행정적으로 독립된 하나의 교회를 둔다고 해서 생겨난 것이 지방 교회이다.
지방교회는 새로운 도시에 회중을 조직하고자 하는 교인들의 자발적인 운동에 의하거나 사도적인 사역자들에 의해 일반적으로 확산되어 왔다. 미국에 있는 교회들은 처음에 타이완으로부터 이주해 온 성도들에 의해 시작되었다. 그리고 위트니스 리의 권고로 지방교회는 새로운 전략을 채택해 왔는데, 그것은 "예루살렘의 원칙" 이라고 불리는 것으로서 새로운 모임을 탄생시킬 단일한 목적으로 한 작은 무리의 교인들이 새로운 지방으로 이주하는 것이다.

## 신앙
지방교회들은 워치만 니와 위트니스 리의 풍부한 저술 안에서 발견되는 가르침을 따른다. 간결한 요약은 (미국종교백과사전 중 '신조(Creeds)'안에서 재인쇄된) '지방교회의 신앙과 생활'이라는 소책자에서 볼 수 있다. 그러한 선언은 플리머스 형제회와 유사한 근본주의적인 기독교 신앙을 고백하고 있으며, 삼위일체에 대한 신앙, 그리스도의 신성, 예수님의 처녀탄생, 대속적인 구속, 예수님의 부활, 그분의 재림, 성경의 축자영감의 신앙을 확증하고 있다.
예상할 수 있듯이 특별한 주의는 그리스도의 몸인 교회의 하나를 취급하는데 주어진다. 종파주의, 교파주의, 범교파주의를 모두 거절하고 각 지방 안에 있는 모든 믿는이들의 하나됨을 주장한다.
지방교회는 자신들을 성경적인 교회의 회복(또는 복구)의 역사라고 생각한다. 사도시대 이래 완전한 교회생활과 그 하나됨이 상실되었지만, 마르틴 루터와 종교 개혁으로 회복이 시작되었고 진젠돌프 백작과 모라비안(Moravians), 요한 웨슬리와 감리교도들, 더 최근에는 플리머스 형제회의 경건주의 회복을 통해 계속되었다. 지방교회를 통해 그리스도의 풍성에 대한 그리스도인들의 체험(예를 들면, 생명이신 그리스도를 누림)과 성경에 근거한 교회생활의 실행이 회복되고 있다. 회복의 일부 요소들은 논쟁의 초점이 되어왔다.
지방교회의 여러 가지 실행 중 하나인 "기도로 (말씀)읽기"는 기도의 말로서 성경 말씀을 사용하는 경건한 실행이다. 기도하는 중에 개인이나 단체들은 성경으로부터 단어나 구절들을 반복해서 말하면서 찬양이나 감사의 말을 자주 삽입하는데 이는 하나님의 임재에 대한 체험이 성경말씀을 통해 기도하는 사람 안으로 들어오기 위한 것이다. 그리고 "주의 상집회" 또는 "만찬집회"를 매 주일마다 실행하고 있다.
다음의 열가지 신조는 지방교회에서 말하는 그들의 신앙을 대표하고 있다.
1. 우리는 성경이 성령의 감동으로 말하여진, 완전하고 신성한 계시인 것을 믿는다(딤후 3:16, 벧후 1:20-21, 요 5:39, 계 22:18-19).
2. 우리는 하나님이 유일한 삼일 하나님이시며, 성부, 성자, 성령은 영원부터 영원까지 함께 동등하게 존재하는 분이심을 믿는다(딤전 1:17, 엡 4:6, 마 28:19, 고후 13:13, 사 9:6, 요 14:10, 11, 16, 17, 20, 히 9:14).
3. 우리는 하나님의 아들, 바로 하나님 자신이 우리의 구속주와 구주가 되시기 위하여 예수라는 이름의 사람으로 성육신되셨고, 처녀 마리아에게서 나신 것을 믿는다(마 1:16, 18, 21, 23).
4. 우리는 참 사람이신 예수께서 아버지 하나님을 사람들에게 알리기 위하여 삼십 삼년 반 동안 이 땅에서 사셨음을 믿는다(4복음서).
5. 우리는 예수님이 하나님에 의해 성령으로 기름부음 받은 그리스도이심을 믿으며(마 1:16, 마 3:16-17), 그분이 우리의 죄를 위해 십자가에서 죽으시고, 우리의 구속을 성취하기 위해 피를 흘리셨음을 믿는다(롬 3:23-25).
6. 우리는 예수 그리스도께서 장사된지 사흘 만에 죽은자 가운데서 영적으로만이 아니라 육신적으로도 부활하셨고, 부활하여 생명주는 영이 되셔서 우리의 생명과 모든 것으로 그분 자신을 우리 안에 넣어 주심을 믿는다(벧전 3:18, 1:3, 고전 15:45).
7. 우리는 주께서 부활하신 후에 하늘로 승천하셨고, 하나님께서 그분을 만유의 주로 삼으셨음을 믿는다(엡4:8, 2:6, 행 1:1-12, 2:33, 36).
8. 우리는 그리스도께서 승천하신 후 그분의 택하신 지체들에게 하나님의 영을 부어 몸 안으로 침례받게 하셨음을 믿으며(행 2:1-4, 고전 12:13), 또한 그리스도의 영이신 하나님의 영이 오늘날 이 땅 위에 운행하시면서 죄인들을 회개케하고(요 16:7-13), 하나님의 택하신 백성을 거듭나게 하며(요 3:3-6), 그리스도의 지체들 안에 거하면서 생명을 자라게 하고(빌 1:21, 엡4:13-16), 그분의 충만한 표현을 위해 그리스도의 몸을 세우심을 믿는다(엡 1:21).
9. 우리는 마지막 때에 그리스도께서 그분의 지체들을 맞이하고, 세상을 심판하시고, 이 땅을 얻으시며, 그분의 영원한 왕국을 세우시기 위하여 재림하실 것을 믿는다(살전 4:16, 17, 마 25:31, 32, 계 19장, 20장).
10. 우리는 이기는 성도들이 천년왕국에서 그리스도와 함께 왕 노릇 할 것을 믿고, 그리스도 안의 모든 믿는 자들이 새 하늘과 새 땅에 있을 새 예루살렘에서 영원히 하나님의 복에 참예할 것을 믿는다(계 20:4, 6, 계 21장, 22장).

## 구성원
1991년에 지방교회는 6개 대륙에 교회(회중)들이 있었다. 태평양 연안에 있는 나라들 안에 가장 많은 성도들이 있다. 중화민국에 200여 교회 6만명의 성도들이 있다. 미국과 캐나다에는 265개 교회 2만 5천명의 성도들이 있다. 남 아메리카와 중앙 아메리카의 스페인어 모임 안에 1만 6천 5백명이 있다. 유럽, 아프리카, 오스트레일리아, 뉴질랜드에도 교회들이 있다. 혹독한 핍박에도 불구하고 중화인민공화국에도 생존하는 성도들이 있어 보이며, 이 운동은 지난 기간 동안 실제로 수십만의 성도들에게 확산되었다. 소련의 붕괴 이후 지방교회는 동유럽과 러시아에 복음 사역을 시작했고 1992년에 모스크바와 성 페테스브르크에 교회가 생겼으며 다른 나라에서도 사역을 발전시키고 있다.

## 특기사항
1970년대에 지방교회와 보다 큰 복음주의적인 그리스도인 단체 안의 일부 유력한 대변자들 사이에 있었던 논쟁은 1980년대의 일련의 법적 조치의 과정 속에서 절정에 달했다. 일부 신흥종교들을 소위 "이단(cults)"라고 공격하는 전쟁을 통해서 알려졌던 일부 저술가들이 지방교회를 이단(heresy), 그리고 그리스도인의 경건에 대한 독특한 형태를 발전 시킨다고 공격했다. 여러 권의 책들이 쓰여졌고 지방교회에 관한 여러 항목들이 그리스도인 "이단퇴치" 문서들 안에 등장했다. 문서에 의한 명예훼손과 그들의 사역이 불공정한 비판들에 의해 손상당하지만 (다른 방법으로는) 사과를 받아내기가 불가능함을 주장하며, 지방교회는 여러 개의 소송 사건을 통해 지방교회를 공격하는 한 권의 책을 출판한 사이비이단연구소(the Spiritual Counterfiets Project)를 제외한 모두에게 비난책자의 회수와 사과문을 받아냈다. 위 연구소에 관한 사건은 법정 판결까지 갔고 1985년에 사이비이단연구소가 명예를 훼손한 것에 대해 천 백만불의 손해배상 판결을 받아냈다.

## 최근 동향
미국 기독교계 내에서는 지방교회에 대한 긍정적인 재평가가 잇따르고 있다. 대한민국에도 다수의 목회자들이 수학한 바 있는 풀러신학대학은 지방교회와의 2년 간의 광범위한 대화를 마친 후에 "지방교회들과 그 구성원들의 가르침들과 실행들이 본질적인 모든 방면에서 진실하고 역사적이고 성경적인 그리스도인 신앙을 대표한다"고 선언했으며, 크리스천 리서치 인트티튜트(이하 CRI)의 대표인 행크 해네그래프는 지방교회에 대한 기존의 입장을 뒤집고 "우리가 틀렸었다."고 발표, 한기총 앞으로 서신을 보내 지방교회에 대해 재평가해줄 것을 요청했다. 2012년에 DCP Korea 출판사에서 풀러신학대학과 CRI에서 발표한 것을 근거로 "재평가 된 지방교회" 책자를 출간한 바 있다.

## 같이 보기
- 주의 회복
- 워치만 니
- 위트니스 리